# Maxime Hueber-Moosbrugger
Maxime Hueber-Moosbrugger (Strasburgo, 29 aprile 1996) è un triatleta francese.

## Biografia
Ai campionati europei di triathlon di Kitzbühel, vince la medaglia di bronzo nella categoria junior, concludendo alle spalle del connazionale Raphael Montoya ed allo spagnolo Antonio Serrat Seoane.
Ai campionati del mondo di corsa campestre di Guiyang 2015 ha concluso la gara al sessantanovesimo posto nella categoria U20.
Ha preso parte ai Giochi del Mediterraneo di Tarragona 2018, terminando la gara al settimo posto.

## Palmarès
- Campionati europei di triathlon

Kitzbühel 2014: bronzo nella categoria junior;